# Сен-Жан-де-Галор
Сен-Жан-де-Галор (фр. Saint-Jean-de-Galaure) — муніципалітет у Франції, у регіоні Овернь-Рона-Альпи, департамент Дром. Сен-Жан-де-Галор утворено 1-1-2022 шляхом злиття муніципалітетів Ла-Мотт-де-Галор i Мюрей. Адміністративним центром муніципалітету є Ла-Мотт-де-Галор. Населення — 1265 осіб (01.01.2021).